# Gina Philips
Gina Philips, właśc. Gina Consolo (ur. 10 maja 1970 w Miami Beach) – amerykańska aktorka, okazjonalnie producentka filmowa.
Studiowała na Uniwersytecie Pensylwańskim. Jako aktorka zadebiutowała na telewizyjnym ekranie epizodem w ostatnim sezonie serialu Growing Pains w 1992. Najbardziej znana z roli Patricii „Trish” Jenner w horrorze wyprodukowanym przez Francisa Forda Coppolę – Smakosz (2001).

## Wybrana filmografia
- Smakosz (Jeepers Creepers, 2001) jako Trish Jenner
- Hotel umarlaków (Dead & Breakfast, 2004) jako Melody
- The Sick House (2007) jako Anna
- Thanks for Gravity (2006) jako Jordan
- Bez wyjścia (2001, Nailed) jako Mia Romano
- Sam & Joe (2003) jako Lisa
- Ally McBeal (1999–2000) jako Sandy Hingle
- Boston Public (2001) jako Jenna Miller